# Stade africain de Menzel Bourguiba
 (avril 2023).
Si vous disposez d'ouvrages ou d'articles de référence ou si vous connaissez des sites web de qualité traitant du thème abordé ici, merci de compléter l'article en donnant les références utiles à sa vérifiabilité et en les liant à la section « Notes et références ».
Maillots
Le Stade africain de Menzel Bourguiba (arabe : الملعب الإفريقي بمنزل بورڨيبة), plus couramment abrégé en SA Menzel Bourguiba, est un club tunisien de football fondé en 1938 et basé dans la ville de Menzel Bourguiba.
Le SAMB évolue en 2010-2011 et 2011-2012 en Ligue III mais parvient à accéder temporairement en Ligue II. Il joue au stade Azaiez Jaballah qui a une capacité de 6 500 places.

## Histoire
Le club est ondé en 1938 sous le nom de Stade africain de Ferryville (qu'il porte jusqu'à la saison 1955-1956).
Ferryville est l'une des premières villes de Tunisie à avoir découvert le football. Le Stade ferryvillois voit le jour en 1909 et remporte même l'officieux « championnat de Tunisie » de 1912 en battant le Racing Club de Tunis (3-1). Son équipe de réserve compte un Tunisien : Ahmed Mourali. Cette victoire favorise la création d'un second club dans la ville : le Sporting Club ferryvillois en 1912.
Après la Première Guerre mondiale, le Stade ferryvillois remporte la coupe de l'espérance, le 11 mai 1919, en battant, lors de la finale arbitrée par Hamadi Ben Dif, le Club athlétique de la Société générale (2-1). L'année suivante, c'est le Sporting Club ferryvillois qui parvient en finale du championnat et perd contre le Racing Club de Tunis (1-2). En 1922, le Sporting Club ferryvillois remporte à nouveau le titre dans la région nord mais se fait écraser par le Racing en finale du championnat (0-9). En 1923, c'est le Stade ferryvillois qui doit disputer la finale du championnat contre le Stade gaulois mais déclare forfait. La formation de 1922-1923 comprend notamment Ahmed Messaoud, Hmida Bouzid, Larbi Messaoudi, Mohamed Krimet et Ahmed Ben Salah. En 1924, la finale du championnat oppose de nouveau le Racing Club de Tunis au Sporting Club ferryvillois (2-1) après prolongation alors que le Stade ferryvillois gèle ses activités.
En 1926, un nouveau club voit le jour, le Club sportif du travail de Ferryville mais ne dure pas longtemps alors que le Sporting Club ferryvillois figure toujours parmi les meilleurs clubs du pays. Il compte notamment le gardien de but Ahmed Khaldi Zouaoui et Salah Bouda. En 1931-1932, il termine second du championnat et perd la finale de la coupe contre le Racing Club de Tunis (1-1 puis 5-0). Il prend l'appellation Vaillante-Sporting Club de Ferryville (VSCF) et dispute la finale de la coupe en 1934 contre l'Union sportive tunisienne (1-1 et 1-2).
Deux nouveaux clubs apparaissent dans la ville : l'Étoile sportive ouvrière de Ferryville (ESOF) et le Stade africain de Ferryville (SAF). Le premier a une vocation corporatiste alors que le second est un club purement tunisien et créer pour permettre aux autochtones d'avoir leur propre club. L'assemblée générale officielle du SAF du 2 avril 1939 permet la constitution du comité suivant :
- Président : Othman Kilani ;
- Vice-présidents : Abdesselem Tekaya et Jilani Ben Salah ;
- Secrétaire général : Mohamed Bourogaa ;
- Secrétaire général adjoint : Tahar Soussi ;
- Trésorier : Tijani Dayas ;
- Trésorier adjoint : Khelifa Mannoubi ;
- Membres : Salah Bejaoui, Mohamed Ben Romdhan, Taieb Tekaya, Brahim Tounsi, Chedly Essid, Bechir Mouldi, Mohamed Ben Hammouda et Ammar Ben Yedder ;
- Contrôleurs des comptes : Mohamed M'dimagh et Amor Belabed.

Au cours de la Seconde Guerre mondiale, la VSCF et l'ESOF se réunissent dans le cadre de l'Union sportive de Ferryville (USF) qui se classe deuxième du championnat d'intermède de 1942 et remporte la coupe en battant l'Union sportive de Béja (4-1).
Avec la réorganisation de la compétition en 1946-1947, l'USF passe en première division et le SAF en cinquième division mais, en l'espace de deux ans, ce dernier monte en troisième division. En 1949, l'arsenal de Ferryville crée son propre club : l'Union sportive de l'arsenal de Ferryville (USAF) qui s'impose très rapidement. Lors du critérium de 1953, il attire plusieurs joueurs : Ben Brahim (CAB), Azaiez Jaballah et Jelloul Ben Cheikh (SAF). Champion de poule de troisième division en 1954, il fusionne avec l'USF pour former l'Union sportive maritime de Ferryville (futur Union sportive maritime de Menzel Bourguiba) qui devient un grand club omnisports qui remporte notamment la coupe de Tunisie de handball en 1956-1957 et le championnat de Tunisie de handball en 1957-1958 avant sa dissolution définitive en 1958. Le Stade africain est désormais le seul club de la ville. Il fait partie de la division nationale (Ligue I) en 1974-1975 et en 1977-1978.

## Écusson

Logo ancien.
Logo actuel.

## Palmarès
| Compétitions nationales | Compétitions amateures                                          |
| --- | --------------------------------------------------------------- |
| - Coupe de Tunisie (1) : - Vainqueur : 1942 (Union sportive de Ferryville) - Championnat de Tunisie de deuxième division (poule nord) (2) : - Champion : 1974, 1977 - Championnat de Tunisie de troisième division (poule nord) (1) : - Champion : 2016 | - Coupe de la Ligue amateur Promosport (1) : - Vainqueur : 2015 |

## Personnalités

### Présidents
- 1939-1944 : Othman Kilani
- 1951-1954 : Mohamed Medimagh
- 1955-1956 : Béchir Mouldi
- 1956-1957 : Anane Mihoub
- 1958-1960 : Béchir Daoud
- 1960-1963 : Ahmed Ben Hmida
- 1963-1965 : Taieb Tekaya
- 1967-1968 : Naceur Chalghoumi
- 1968-1971 : Taieb Ben Ali Nasfi
- 1973-1976 : Noureddine Tarres
- 1976-1978 : Béchir Zakkar
- 1978-1981 : Hassen Aloui
- 1981 : Mohamed Arbi[2]
- 1982 : Béchir Abassi
- 1982-1983 : Béchir Zakkar
- 1983-1988 : Haj Mohamed Dridi
- 1988-1989 : Mohsen Taga puis Mahmoud Chalghoumi
- 1989-1991 : Mahmoud Chalghoumi
- 1991-1994 : Mohsen Dridi
- 1994-1995 : Haj Mohamed Dridi
- 1995-1996 : Mounir Soula
- 1996-1997 : Mohsen Dridi
- 1997-1998 : Moncef Mihoub
- 1998-2000 : Kamel Dhaouadi
- 2000-2008 : Nejib Gafsi
- 2008-2010 : Ezzdine Mihoub
- 2010-2012 : Taoufik Ouali
- 2012-2013 : Kamel Zouaghi
- 2013-2015 : Makrem Belhaj Khelifa Matmati
- 2015-202.. : Taoufik Ouali

### Entraîneurs
- 1956-1957 : R. Colleu[Qui ?]
- 1957-1959 : Marcel Lallu
- 1959-1960 : Jelloul Ben Cheikh et Azaiez Jaballah
- 1960-1961 : Gaëtan Chiarenza
- 1961-1962 : Salah Bechari
- 1962-1964 : R. Colleu[Qui ?]
- 1964-1965 : Andrada[Qui ?]
- 1966-1967 : R. Colleu[Qui ?]
- 1968-1969 : Hassen Bejaoui
- 1969-1971 : Ahmed Benelfoul
- 1971-1972 : Hassen Bejaoui et Azaiez Jaballah
- 1973-1976 : Larbi Zouaoui
- 1976-1977 : Hassen Bejaoui
- 1977-1979 : Stefan Aladzhov
- 1979-1981 : Ozren Nedoklan (en)
- 1981-1982 : Hassen Bejaoui
- 1982-1983 : Lotfi Ben Nasr puis Simon Effrimov
- 1983-1984 : Ahmed Benelfoul puis Mehdi Arbi
- 1984-1985 : Larbi Zouaoui
- 1985-1986 : Hassen Bejaoui
- 1986-1987 : Hassen Bejaoui, Jilani Ben Ameur puis Dhahbi Idrissi
- 1987-1988 : Mahmoud Ouertani puis Mehdi Arbi
- 1988-1989 : Michaïl Sokodrov, Ahmed Benelfoul puis Tahar Sghaier
- 1989-1990 : Larbi Zouaoui
- 1990-1991 : Abdelmajid Gobantini
- 1991-1993 : Abdelmajid Gobantini puis Ali Rached
- 1993-1994 : Nejmeddine Oumaya, Lotfi Ben Nasr puis Jamel Eddine Bouabsa
- 1994-1995 : Jamel Eddine Bouabsa puis
Ammar Souayah
- 1995-1996 : Larbi Zouaoui puis Ammar Souayah
- 1996-1997 : Ammar Souyah puis
Jamel Eddine Bouabsa
- 1997-1998 : Belhassen Meriah puis Ali Kaabi
- 1998-1999 : Ali Rached, Ammar Souayah puis Hassen Bejaoui
- 1999-2000 : Youssef Seriati puis Ali Kaabi
- 2000-2001 : Hmaied Romdhana puis Wahid Ben Abderrazak
- 2001-2002 : Hassen Malouche
- 2002-2003 : Rafik Bejaoui, Samir Chemam puis
Rejeb Sayeh
- 2003-2004 : Lotfi Ben Nasr puis Hassen Oueslati
- 2004-2005 : Hassen Oueslati puis Ridha Hammami
- 2005-2006 : Mabrouk Fehmi, Hassen Oueslati puis Nader Daoud
- 2006-2009 : Nader Daoud, Lotfi Ben Nasr, Sami Gafsi puis Chokri Bejaoui
- 2011-2012 : Chokri Bejaoui, Abdelmajid Jemaï, Ali Sraïeb puis Mehrez Miladi
- 2012-2013 : Maher Guizani
- 2013-2014 : Abdelmajid Jemaï puis Mohamed Ali Jemaï
- 2014-2015 : Chaker Meftah
- 2015-2016 : Chokri Bejaoui puis Chaker Meftah
- 2016-2017 : Chokri Bejaoui
- 2017-2019 : Sami Gafsi
- 2019-2020 : Chakib Mhaouich